# Enhydra
Az Enhydra az emlősök (Mammalia) osztályának ragadozók (Carnivora) rendjébe, ezen belül a menyétfélék (Mustelidae) családjába és a vidraformák (Lutrinae) alcsaládjába tartozó nem.

## Neve
Az „Enhydra” elnevezés az ógörögből származik, en/εν „benne” és hydra/ύδρα „víz”, jelentése „a vízben”.

## Kifejlődése
A genetikai vizsgálatok azt mutatják, hogy a tengeri vidrának, a foltosnyakú vidrának, az európai vidrának, a nagyfogú tömpeujjú-vidrának és az ázsiai kiskarmú vidrának körülbelül 5 millió évvel ezelőtt közös őse volt.
A kövületek szerint az Enhydra ág körülbelül 2 millió évvel ezelőtt különült el az Északi-Csendes-óceánban, létrehozva a mára már kihalt Enhydra macrodonta fajt és a ma is élő tengeri vidrát. Az E. macrodonta mellett egy másik pleisztocén kori fajt is találtak, az Enhydra reevei-t, melynek kövületeire Anglia keleti partjain bukkantak rá. A modern tengeri vidra először Hokkaidó északi részén és Oroszország partjainál jelent meg, aztán kelet felé terjeszkedett, az Aleut-szigetek és Alaszka környékén, innen pedig dél felé indult Észak-Amerika partja mentén.

## Rendszerezés
A nembe az alábbi 1 élő faj és 2 fosszilis faj tartozik:
- tengeri vidra (Enhydra lutris) (Linnaeus, 1758) - típusfaj
- †Enhydra macrodonta Kilmer, 1972
- †Enhydra reevei Newton, 1890

## Fordítás
- Ez a szócikk részben vagy egészben  a   Sea otter#Evolution című angol Wikipédia-szócikk ezen változatának fordításán alapul.  Az eredeti cikk szerkesztőit annak laptörténete sorolja fel. Ez a jelzés csupán a megfogalmazás eredetét és a szerzői jogokat jelzi, nem szolgál a cikkben szereplő információk forrásmegjelöléseként.